# Kristianstad–Hässleholms Järnvägar
Kristianstad–Hässleholms Järnvägar, ofta förkortat CHJ, var ett järnvägsbolag som grundades 1863 och förstatligades 1944. Det ägde följande järnvägslinjer:
- Linjen Kristianstad–Hässleholm

- Linjen Kristianstad–Åhus

- Linjen Kristianstad–Älmhult

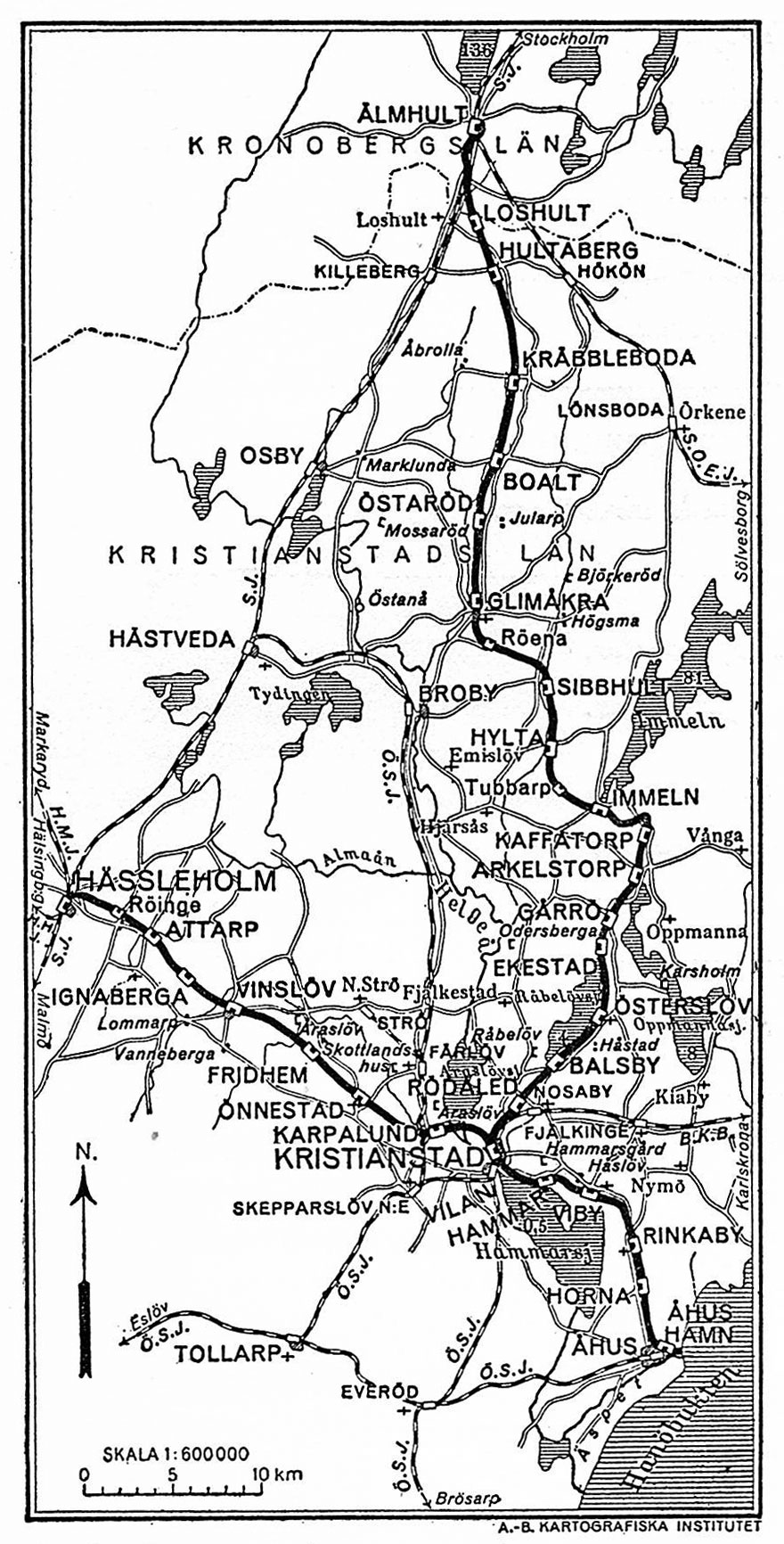
CHJ. Karta 1926.

CHJ förvärvade 1936 aktiemajoriteten i Östra Skånes Järnvägar, och ÖSJ:s järnvägsnät blev därefter samförvaltat med CHJ:s. I samband med sammanslagningen rationaliserade CHJ sitt linjenät och tog bort linjen Tollarp–Everöd–Åhus och linjen Skepparslöv–Karpalund.